# 카를라 소우사
카를라 소우사(Karla Souza, 1985년 12월 11일 ~ )는 멕시코계 미국인 배우이다. ABC의 법정 드라마 《하우 투 겟 어웨이 위드 머더》의 로럴 카스티요 역으로 잘 알려져있다.

## 어린 시절 및 학업
카를라 올리바레스 소우사는 1985년 12월 11일 멕시코 시티에서 칠레계 미국인 아버지와 멕시코인 어머니 사이에서 태어났다. 할머니 엘바 실바 (Elba Silva)는 1960년대에 칠레에서 뉴욕시로 이주한 후 20년간 록펠러 가문의 보조 요리사였다. 8살까지 콜로라도 애스펀에서 살았던 소우사는 그녀가 미국 여권을 가지고 있어서 할머니의 미국 이민이 인정되었다.
소우사는 텔레비사가 멕시코시티에서 운영하는 연기 학교인 센트로 데 에두카시온 아르티스티카에서 연기를 공부했다. 그녀는 또한 프랑스의 연기 학교에서도 수업을 들었고 프랑스 전역을 돌아다니는 전문 연극단의 일부였다. 프랑스에 있는 동안에 소우사는 프랑스 리얼리티 티비쇼 Star Academy에 오디션을 봐서 합격하였지만 런던의 왕립 연극 담화원으로 연기 공부를 하라는 제의를 받은 후, 티비쇼의 제안을 거절하였다. 2008년에 연기 부문 문학사로 졸업하였다. 그녀는 졸업이 끝나갈 쯤에 전통적으로 런던의 가장 유명한 여배우에게 주어지는 상인 CCP상을 받았다. 집중적인 연기를 위해 아나톨리 스밀란스키 (Anatoly Smilianski)와 함께 러시아 모스크바에 갔다가, 멕시코시티로 돌아와 22세 때 텔레비전과 영화에서 연기를 시작했다.

## 생애
2009년에 그녀는 가수 둘체 마리아가 출연하는 멕시코의 텔레노벨라 《베라노 데 아모르》에서 텔레비전 무대 데뷔를 했다. 그녀는 그후 멕시코의 시트콤 《로스 에로에스 델 노르테와  《La Clinica》에 출연했다. 그녀의 영화 출연작에는 《프롬 프라다 투 나다》,  2013년에는 멕시코 박스 오피스 히트작 《위 아 더 노블스》, 《사랑해, 매기》등이 있다. In 2014년에 그녀는 영어로 된 영화와 텔레비전 프로그램의 역할을 얻기 위해 로스앤젤레스로 이주했다. 그녀는 숀다 라임스가 제작한 법정 드라마 《하우 투 겟 어웨이 위드 머더》에서 비올라 데이비스의 상대역인 법대생 로럴 카스틸로 역으로 캐스팅되었다. 2015년 2월에 소우사는 워멘스 헬스의 커버에 등장했다.

## 개인사
2013년 12월에 소우사는 마셜 트렌크만 (Marshall Trenkmann)과 약혼하였고 2014년 5월에 결혼하였다. 그들은 2018년에 태어난 잔나 (Gianna)라는 딸을 두고 있다.
소우사는 다국어자이며 스페인어, 영어, 프랑스어를 유창하게 구사한다. 그녀는 기독교 신자이다.
소우사는 2015년 3월 31일 과나후아토주 레온에서 달콤함은 불운의 열매 라는 제목의 TEDx 토크쇼를 했다. 이 쇼는 조회자 수가 백만명이 넘으며 가장 많이 본 스페인어 TEDx 토크쇼가 되었다.
2018년 2월에 소우사는 멕시코의 언론인 카르멘 아리스테구이 (Carmen Aristegui)의 쇼에 출연하여 자신이 성적 학대 피해자임을 밝혔다. 소우사는 22살 때 그녀가 일했던 텔레비전 쇼의 연출자에게 강간을 당했다고 말했으며, 강간범의 이름을 대지는 않았다.

## 출연 작품

### 영화
| 연도 | 제목                        | 역할                   | 참고                                                               |  |
| ---- | --------------------------- | ---------------------- | ------------------------------------------------------------------ |  |
| 1993 | 질주                        | Kimberly               |                                                                    |  |
| 2010 | 더 데킬라 이펙트            | Ana Luisa              |                                                                    |  |
| 2011 | 프롬 프라다 토 나다         | Lucy                   |                                                                    |  |
| 2012 | Suave patria                | Roxana Robledo         | ACE상 신인 여자배우상                                              |  |
| 2013 | 31 días                     | Mayra                  |                                                                    |  |
| 2013 | Me Late Chocolate           | Moni                   |                                                                    |  |
| 2013 | 위 아 더 노블스             | Bárbara Noble          | 판타야 데 크리스탈 영화제 여우주연상 디오사스 데 플라타 여우주연상 |  |
| 2013 | 사랑해, 매기                | Jackie                 |                                                                    |  |
| 2014 | El Crimen del Cácaro Gumaro | Supper Burrows Manager |                                                                    |  |
| 2015 | Sundown                     | Ashley Lopez           |                                                                    |  |
| 2016 | 애가 무슨 죄야              | Maru                   | 프레미오스 루미누스 2017 - 여우주연상                              |  |
| 2017 | 사랑이 어딨어               | Clara Barron           |                                                                    |  |
| 2018 | 야곱의 사다리               | Annie/Angel            |                                                                    |  |
| 2018 | The Jesuit                  | Collie                 |                                                                    |  |

### 텔레비전
| 연도      | 제목                        | 역할                 | 참고                                                                                     |
| --------- | --------------------------- | -------------------- | ---------------------------------------------------------------------------------------- |
| 2008      | Terminales                  | Vanessa              | Episode: "Espejismos"                                                                    |
| 2009      | 베라노 데 아모르            | Dana Villalba Duarte | 텔레노벨라, 120편                                                                        |
| 2010      | 퍼슨스 언노운               | Dosette              | Episode: "And Then There Was One"                                                        |
| 2010-2011 | 로스 에로에스 델 노르테9    | Prisca               | 정규 출연, 36편                                                                          |
| 2011      | 니뇨 산토스                 | Lucia                | 출연, 23편                                                                               |
| 2012      | 라 클리니카                 | Maripily Rivadeneyra | 정규 출연                                                                                |
| 2014–2020 | 하우 투 겟 어웨이 위드 머더 | Laurel Castillo      | 전미 히스패닉 언론 협회 - 2017 임팩트 어워드 - 텔레비전 드라마 연기부문 정규 출연 (60편) |